# تشتورین
تشتورین (به چکی: Čtveřín) یک منطقهٔ مسکونی در جمهوری چک است که در ناحیه لیبرتس واقع شده‌است. تشتورین ۴٫۹۵ کیلومتر مربع مساحت و ۴۶۹ نفر جمعیت دارد و ۲۷۴ متر بالاتر از سطح دریا واقع شده‌است.